# 安慶輪
安慶輪（Anking或Anking I）亦稱安慶，是太古洋行的一艘輪船，於1925年由Scotts' S.B. & Eng.公司建造，於1942年沉沒。安慶輪排水量達3,472噸，主要航行中國和南洋各埠航線。安慶輪的名字來自當時中國安徽省城安慶。

## 歷史
1941年，東亞爆發太平洋戰爭，該船被英國皇家海軍徵用，在地中海馬耳他服役，作為供應艦。1942年，該船被調返遠東。1942年3月3日，在聖誕島東200哩，被日本戰艦擊沉，當時有16名船員生還。

## 二世
1951年，太古建造了另一艘輪船，亦名安慶輪，以代替舊船。所以爲了分辨兩艘船，於1925年建造的被稱為一世，於1951年建造的被稱為二世（Anking II）。二世船噸位6,224噸。使用至1971年，後被賣給卡拉其（Karachi）的Pan Islamic SS Co.，改名為Safina-e-Abid。